# Гиппиус, Василий Васильевич
Васи́лий Васи́льевич Ги́ппиус (26 июня (8 июля) 1890, село Артёмово, Псковская губерния — 7 февраля 1942, Ленинград) — русский поэт и переводчик, литературовед, доктор филологических наук, профессор кафедры русской литературы Пермского университета (1924—1930), профессор, заведующий кафедрой русской литературы Ленинградского университета (1937—1942). Старший научный сотрудник Института русской литературы АН СССР. Член Союза советских писателей, исследователь творчества Н. В. Гоголя, А. С. Пушкина, М. Е. Салтыкова-Щедрина, председатель Пушкинской комиссии Академии наук СССР. Брат Владимира Гиппиуса.

## Биография
Источники приводят различные даты рождения и смерти учёного, а также расходятся в указании места его рождения. Наименее противоречивые сведения состоят в том, что Василий Гиппиус родился 26 июня (8 июля) 1890 года в семье действительного статского советника, помощника управляющего земским отделом Министерства внутренних дел (1895), начальника переселенческого управления МВД (1901), впоследствии управляющего земским отделом МВД Василия (Вильгельма) Ивановича Гиппиуса (1853—1918). Старинный род Гиппиусов происходил из Германии, к нему принадлежала также поэтесса З. Н. Гиппиус. Семья Василия Гиппиуса была православной.
В своей автобиографии Василий Васильевич писал об отце, что тот «тяготел к литературе», был сотрудником литературных журналов под псевдонимом В. Герси, переводил с итальянского Данте, Петрарку и некоторых других поэтов. Состоял в переписке с академиком Александром Веселовским. Отцовская любовь к поэзии передалась всем его сыновьям: старший брат Василия — Владимир Гиппиус, — был известным петербургским поэтом-символистом (псевдонимы Вл. Бестужев, Вл. Нелединский). Помимо литературного творчества Владимир занимался преподаванием в Тенишевском училище, а также в гимназии М. Н. Стоюниной и публиковал литературоведческие и критические работы. Другой старший брат — Александр (умер в 1942 г.), — также писал стихи. Он помещал их в многочисленных символистских изданиях, подписываясь Г. Заронин, Александр Надеждин.

### Юность и увлечение поэзией
По пятницам в «Гиперборее»

Расцвет литературных роз.

И всех садов земных пестрее

По пятницам в «Гиперборее»,

Как под жезлом воздушной феи,

Цветник прельстительный возрос.

По пятницам в «Гиперборее»

Расцвет литературных роз.

Выходит Михаил Лозинский,

Покуривая и шутя,

С душой отцовско-материнской,

Выходит Михаил Лозинский,

Рукой лаская исполинской

Своё журнальное дитя,

Выходит Михаил Лозинский,

Покуривая и шутя.

У Николая Гумилёва

Высоко задрана нога.

Далеко в Царском воет Лёва,

У Николая Гумилёва

Для символического клёва

Рассыпанные жемчуга,

У Николая Гумилёва

Высоко задрана нога.

Печальным взором и пьянящим

Ахматова глядит на всех,

Глядит в глаза гостей молчащих

Печальным взором и пьянящим,

Был выхухолем настоящим

Её благоуханный мех.

Печальным взором и пьянящим

Ахматова глядит на всех…
В жизни братьев большое значение имело близкое знакомство с Александром Блоком, вместе с которым учился в Петербургском университете на историко-филологическом факультете Александр Гиппиус. Известно стихотворение Александра Блока «Владимиру Бестужеву» — старшему и наиболее успешному поэту из трёх братьев Гиппиусов (кроме них была сестра Вера). Позднее Василий Гиппиус напишет воспоминания «Встречи с Блоком», а Блок после чтения у Всеволода Мейерхольда перевода «Кота в сапогах» Людвига Тика пометит в своей записной книжке 21 января 1914 года: «Пьеса Тика прозрачна и легка, Васин перевод хорош».
Учился сначала в Тенишевском училище, затем в 6-й Петербургской гимназии, которую окончил в 1908 году с золотой медалью. Поступил на историко-филологический факультет Санкт-Петербургского университета, где до этого обучались его старшие братья. Сначала Василий обучался на романо-германском отделении (научный руководитель профессор Ф. А. Браун), которое окончил в 1912 году. Затем, в 1914 году, окончил славяно-русское отделение (научный руководитель профессор И. А. Шляпкин). Лекции в пушкинском семинаре читал профессор С. А. Венгеров, и они сыграли определённую роль в становлении научных интересов В. В. Гиппиуса.

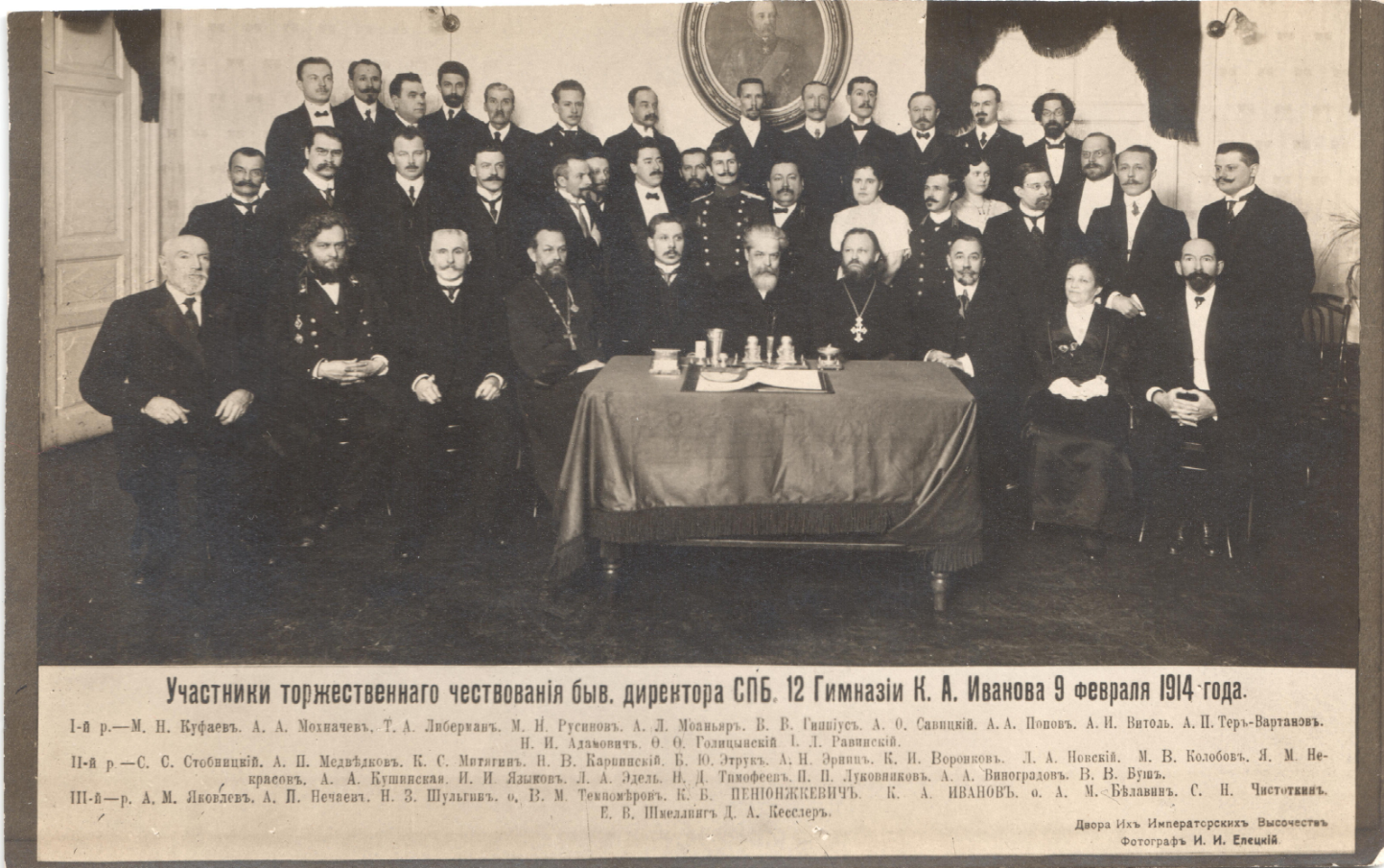
Василий Гиппиус среди преподавателей 12-й Петербургской гимназии шестой слева в верхнем ряду

В 1908 году юный Гиппиус пробует свои силы в качестве поэта. В литературных журналах под псевдонимами Вас. Галахов, Росмер и под своим собственным именем появляются его стихи, стихотворные переводы и критические работы. Гиппиус работает над переводами Фридриха Шиллера, Генриха Гейне, Рабиндраната Тагора, Новалиса, переводит комедии Мольера, но первая его публикация была переводом из Горация («Гермес», 1908, № 6). На стихи Василия Гиппиуса обратил внимание А. А. Блок. В свою очередь, Василий Гиппиус пишет рецензии на стихи Блока, Анны Ахматовой, Николая Гумилёва, Фёдора Сологуба.
С 1910 года Гиппиус состоял членом «Общества ревнителей художественного слова» (О. Р. Х. С.) Вяч. Иванова. В 1911 году он вступил в «Цех поэтов» Николая Гумилёва, оппозиционный к О. Р. Х. С. однако позднее разочаровался в акмеизме. Студент Гиппиус разделил интерес Блока к театру Веры Комиссаржевской и Всеволода Мейерхольда, чьё влияние на себе он также испытал.
В 1908—1911 годах юный автор публикуется в изданиях «Новый журнал для всех» и «Новая жизнь». Затем последовали публикации в газете «Против течения», сборнике «VI гимназии — её ученики» (1912), журналах «Русская мысль», «Северные записки», «Сатирикон», «Gaudeamus», периодике Киева и Харькова. В 1912—1913 годах его друг, поэт и переводчик Михаил Лозинский издавал столичные сборники «Гиперборей», являвшиеся органом акмеистского «Цеха поэтов». Публикации Гиппиуса были напечатаны в № 1, 1912 г., № 8, 1913 г. Там же, в № 4 1913 года появилось самое крупное произведение юного Василия Гиппиуса — поэма «Волшебница». Но автора ждала неудача: весь тираж четвёртого сборника «Гиперборей» постановлением санкт-петербургской судебной палаты был полностью конфискован за эротизм «Волшебницы».
Несмотря на то, что поэма вскоре была отдельно переиздана, Гиппиус несколько охладевает к собственному творчеству. В 1913 году он предполагал издать свой первый поэтический сборник «Роса», но вынужден был отказаться от этой идеи. Г. М. Фридлендер причины этого усматривает как во внешних факторах (начало Первой мировой войны, кризис символизма, разногласия с Н. С. Гумилёвым), так во внутренних: разочарование в своём таланте из-за неуспеха «Волшебницы», который проявился в том числе и в отрицательной реакции на поэму со стороны Александра Блока. Писать стихи Гиппиус не перестал, но собственное творчество публиковал меньше, многое оставляя неопубликованным, печатая преимущественно поэтические переводы.
В 1914 году в Москве вышел роман Новалиса «Генрих фон Офтердинген» в переводе 3инаиды Венгеровой, известной переводчицы и сестры университетского наставника Василия Гиппиуса. Перевод вставных стихов романа принадлежал Василию Гиппиусу. В этом заключалось новаторство данного издания. В альманахе «Золотой цветок» (Пг., 1915) появляется отрывок из автобиографической поэмы Гиппиуса. В журнале Всеволода Мейерхольда «Любовь к трём апельсинам», 1916 г., № 1 напечатан перевод «Кота в сапогах» — пьесы-сказки немецкого романтика Людвига Тика. Этот перевод (созданный ещё в 1914 году) вызвал горячий энтузиазм Александра Блока, именно он рекомендовал Мейерхольду работу Гиппиуса для публикации в его журнале.

Понятен, конечно, интерес к Тику автора «Балаганчика», который и сам в предисловии к «Лирическим драмам» признал свою близость к теории «романтической иронии». Блок организовал чтение моего перевода и сам был на нём. Он много смеялся и остался особенно доволен характером кота у Тика. Это внимание именно к характеру в этой пьесе — по замыслу менее всего психологической — мне кажется особенно симптоматичным в эволюции Блока.— Василий Гиппиус. «Встречи с Блоком». В кн. «Александр Блок в воспоминаниях современников», т. 2, стр. 84.
В эти годы Гиппиус неоднократно встречался с Блоком, анализу его творчества посвящены многие страницы Гиппиуса. Оба поэта состоят в переписке, взаимно сверяют свои поэтические оценки «Цеха поэтов», футуризма, творчества Игоря Северянина и т. д., но при этом Василий Гиппиус испытывает сильную зависимость от мнений и творческих суждений знаменитого поэта: «трепетно ждал, скажет ли Блок „мне нравится“ или „мне не нравится“».

### Гиппиус-литературовед

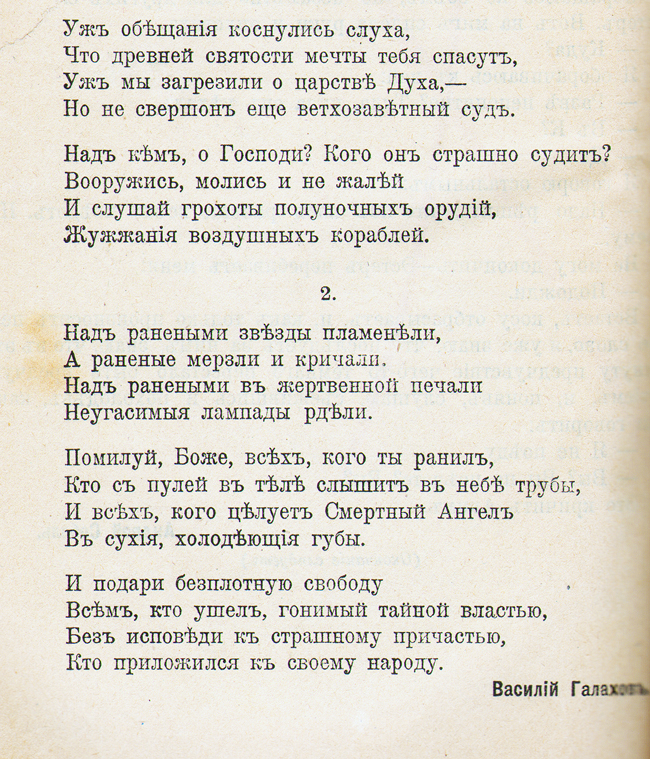
Служба санитаром на фронте отразилась в военной поэзии Василия Галахова.
«Русская мысль», 1915, февраль

Относительный поэтический неуспех привёл к тому, что Василий Васильевич сосредоточил свои силы на литературоведческой работе. Постепенно его интерес с поэзии переключается на историю русской литературы. Первые его работы в этом направлении были созданы под влиянием символизма, к которому сопричислял себя тогда молодой автор, в частности статья «Узкий путь. Кн. В. Ф. Одоевский и романтизм» («Русская мысль», 1914, № 12). Ввиду начала войны Василий Гиппиус по мобилизации был направлен в качестве санитара на Юго-Западный фронт. Позднее, в 1916 году, с фронта он был направлен в тыл, в Киев, в распоряжение Красного Креста Юго-Западного фронта. Здесь завязались его научные связи с Киевским университетом — он работает в местном историко-литературном обществе, начинается его плодотворная работа над биографией и творчеством Николая Гоголя.
Помимо Гоголя и Блока Гиппиус обращается к творчеству А. С. Пушкина («От Пушкина до Блока»), М. Е. Салтыкова-Щедрина, Ф. И. Тютчева, Н. А. Некрасова, Н. Г. Чернышевского, И. С. Тургенева, Н. Г. Помяловского. После революции, в 1920 году, им был издан учебник по русскому синтаксису.
В 1922 году учёному предлагают занять кафедру русской литературы Пермского университета. С этого времени и до 1930 года он работает профессором, ведёт лингвистические курсы, семинары по Гоголю и Салтыкову-Щедрину. В 1922 году  он был назначен председателем бюро предметной комиссии по словесности (вопросам русской литературы и русского языка) отделения гуманитарных наук, в 1924 году, после реорганизации отделения гуманитарных наук  — председателем бюро лингвистического отделения педагогического факультета (т.е., по сути, возглавлял всё филологическое направление крупнейшего из факультетов Пермского университета). В том же 1924 году в Ленинграде выходит его главный труд — монография «Гоголь», — результат его многолетних изысканий по изучению биографии писателя. Одновременно публикуется множество работ как в Перми, так и в московских, ленинградских (журнал «Былое»), украинских издательствах.

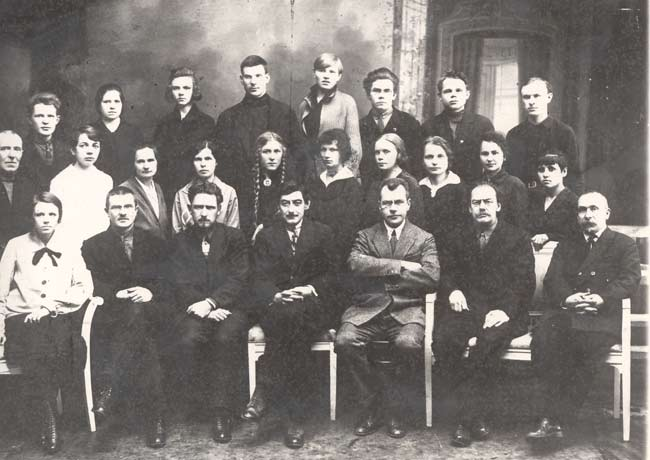
Василий Гиппиус среди преподавателей и студентов Пермского университета третий слева в нижнем ряду

Кроме курсов лингвистики и писательских семинаров Гиппиус читал курс «Введение в литературоведение». О том, что учёный сохранил прежнюю любовь к современной поэзии, остались воспоминания его учеников. Из них следует, что Гиппиус, отдавая дань времени, читал своим студентам пролеткультовские стихи известного в 20-е годы поэта В. Т. Кириллова, автора строк «Во имя нашего Завтра — сожжем Рафаэля, разрушим музеи, растопчем искусства цветы»:

Прошло 3 четверти века, но я помню, как звучал голос Василия Васильевича, особенно торжественно, когда он читал стихи популярного в то время советского поэта Владимира Кириллова.
Герои, скитальцы морей, альбатросы,

Застольные гости громовых пиров,

Орлиное племя, матросы, матросы,

Вам песнь огневая рубиновых слов.
— С. В. Тураев, «Пермь. Карла Маркса, 26. 30-е годы»
Покинув Пермский университет (1930), Гиппиус два года работал в Иркутском университете, там он вёл курсы фольклора и истории русской литературы. В это время Гиппиусом подготовлена и выпущена книга «Н. В. Гоголь в письмах и воспоминаниях», (Ленинград, 1931). В 1932 году начинается завершающий и самый плодотворный в жизни учёного этап научной деятельности. Его многочисленные работы, опубликованные в Пермском университете, были по достоинству оценены научной общественностью. В результате Академия наук СССР пригласила его стать научным сотрудником Института русской литературы, и учёный вернулся в Ленинград для работы в Пушкинском Доме. Помимо этого с 1937 года он работает профессором филфака Ленинградского университета (Ленинградский институт истории, философии, литературы и лингвистики). Г. М. Фридлендер придаёт особенно большое значение той роли, которую выполняли гоголевские семинары, проводимые Гиппиусом в университете в 1930-е и начале 1940-х годов.
С 1934 года Василий Васильевич состоял членом Союза писателей. В 1935 году ему присуждается учёная степень доктора литературоведения. В учебный семестр 1937—1938 гг. Гиппиус занимался также со студентами в Ленинградском педагогическом институте им. А. И. Герцена. Научно-исследовательская работа учёного в это время состояла в том, что под его редакцией и с его вступительными статьями были изданы сочинения Ф. И. Тютчева, 1936 и 1939 гг. В 1930-е годы были изданы Гослитиздатом полные собрания сочинений Салтыкова-Щедрина, А. С. Пушкина и Н. В. Гоголя. Источники отмечают исключительную роль Гиппиуса при составлении академического издания Собрания сочинений Гоголя, «инициатором и душой которого он являлся» по словам его биографа.
Василий Васильевич долгие годы координировал в Пушкинском Доме исследования по биографии и текстологии Гоголя, с 1940 года и до самой смерти состоял председателем Пушкинской комиссии АН СССР. Будучи заведующим кафедрой русской литературы ЛГУ, он выступил научным рецензентом на защите кандидатской диссертации Д. Д. Савановича — аспиранта филфака ЛГУ. Диссертация была посвящена творчеству Ф. И. Тютчева и защита прошла успешно, несмотря на то, что началась уже в блокадном городе, в декабре 1941 года. Вскоре и аспирант и профессор погибли. Перед смертью Гиппиус успел выпустить книгу «Поработители народов. Классики литературы о немецком шовинизме» (М.—Л., 1941).

Умер В. В. Гиппиус 7 февраля 1942 г. в осаждённом Ленинграде. До последних дней жизни он стойко переносил лишения и трудности, вызванные блокадой, продолжая с большим подъёмом работать над задуманной им новой, итоговой монографией о Гоголе, которую ему не удалось завершить (Законченные В. В. Гиппиусом главы этой монографии (о литературной истории «Вечеров на хуторе близ Диканьки») опубликованы посмертно в кн.: Труды отдела новой русской литературы. Изд. АН СССР, М.—Л., 1948. С. 9—38.— Фридлендер Г. М. Василий Васильевич Гиппиус.

## Дети
- Никодим Васильевич — писатель, написал в соавторстве с В. Вольтом пьесу «В начале пути» (М.-Л., 1951) и самостоятельно повесть «Крутые ступени», посвящённую творчеству И. Е. Репина (Л., 1970).
- Сергей Васильевич — писатель-театровед, сотрудник Ленинградского государственного Института театра, музыки и кинематографии, ему принадлежат работы о театральном мастерстве.

### Работы В. В. Гиппиуса
- Волшебница. / Поэма. — СПб., 1913.
- Узкий путь. Кн. В. Ф. Одоевский и романтизм. — Русская мысль, 1914. — Кн. 12. — С. 1—26 (2-й паг.).
- О композиции Тургеневских романов. // «Венок Тургеневу». — Одесса, 1919.
- Гоголь. — Л., «Мысль», 1924. — 239 стр.
- Die Gogol-Forschung 1914—1924. // «Zeitschrift für slavische Philologie», 1925. — Bd 2.
- Синтаксис современного русского языка. — 6 изд. — Л., 1923-1926.
- Учебник русской грамматики. — 2 изд. — Л., 1926.
- Люди и куклы в сатире Салтыкова. — Пермь, 1927.
- Итоги и перспективы изучения Салтыкова.// «Zeitschrift für slavische Philologie», 1927. — Т. IV, вв. 1—2.
- Композиция «Ревизора» в историко-литературной перспективе. // сб. «Література». — Укр. Акад. наук, 1928 и др.
- Н. В. Гоголь в письмах и воспоминаниях. -М.: «Федерация», 1931.
- Проблематика и композиция «Ревизора». // сб.: Н. В. Гоголь. Материалы и исследования. — В. 2. — М.—Л., 1936.
- Повести Белкина. // «Лит. критик», 1937. — Кн. 2.
- Заметки о Гоголе. // «Уч. зап. ЛГУ. Сер. филологич. наук», 1941. — В. 11.
- Пушкин в борьбе с Булгариным в 1830—1831 гг. // «Временник Пушкинской комиссии», 1941. — № 6.
- «Вечера на хуторе близ Диканьки Гоголя». // «Труды Отд. новой рус. литературы» (Ин-т рус. лит-ры). — М.—Л., 1948. — Т. 1.
- От Пушкина до Блока. — М.—Л., "Наука", 1966.
- Гоголь. // Зеньковский В. Н. В. Гоголь / Предисл., сост. Л. Аллена. — СПб.: Logos, 1994. — С. 189—338. — (Судьбы. Оценки. Воспоминания. XIX—XX вв.)
- Гоголь. Воспоминания. Письма. Дневники. — М.: АГРАФ, 1999. — 464 с.

### Работы, посвящённые В. В. Гиппиусу
- Писатели современной эпохи, т. I, изд. ГАХН. — М., 1928.
- Русские писатели 1800—1917: Биографический словарь. — М., 1989. — Т. 1. — С. 564—565.
- Писатели современной эпохи: Биобиблиографический словарь русских писателей XX века. — М., 1992. — Т. 1. — С. 90.
- Краткая литературная энциклопедия. — М., 1964. — Т. 2. — С. 587.
- Соболев Г. Л. Учёные Ленинграда в годы Великой Отечественной войны. 1941—1945. — М.; Л., 1966. — С. 105.
- История Ленинградского университета. Очерки. — Л., 1969. — С. 372.
- Архив СПбГУ. Картотека профессорско-преподавательского состава; Приказы ректора за 1941 год. Кн. 6. Л. 148; Кн. 11. Л. 79; Кн. 12. Л. 32; ЦГА СПб. Ф. 7240. Оп. 14. Д. 696. Л; 4; Д. 708. Л. 10 об., 18.
- ИСС Книга Памяти Санкт-Петербурга. Архив: район: Октябрьский. Карточка 12731.